# لاوینگتن (نیو ساوت ولز)
لاوینگتن (به انگلیسی: Lavington) یک حومه شهر در استرالیا است که در نیو ساوت ولز واقع شده‌است.